# Maison de vie dans l'Égypte antique
La maison de vie (Per Ânkh) désigne, dans l'Égypte antique à la fois à une institution et un lieu d'enseignement scolaire.
Il existait, en Égypte ancienne, deux lieux distincts d'instruction où la progéniture des élites, des fonctionnaires et du clergé pouvait se rendre afin de recevoir un enseignement adapté à leur rang social. La Maison de Vie (per ânkh, en égyptien translittéré pr-ˁnḫ), sous la protection du dieu Thot, est - avec l'école égyptienne - l’un de ces deux lieux d'accueil,. Cette institution se caractérise par le fait qu’elle est intégrée administrativement et architecturalement à un temple d’importance.
Les premières mentions de la Maison de Vie se rencontrent sur deux décrets royaux datant de l'Ancien Empire.
D’un point de vue archéologique toutefois, seules deux Maisons de Vie ont été à ce jour identifiées. Datant toutes deux du Nouvel Empire, l’une fut découverte à Tell el-Amarna, la capitale du roi Akhenaton, et l’autre fut mise au jour au Ramesséum, le temple des millions d'années de Ramsès II, sur la rive ouest de Thèbes. On sait par les textes ou par la titulature de fonctionnaires qu’il y avait également des Maisons de Vie à Abydos, Deir el-Bersha, Tell Basta, Saïs, Héliopolis, Memphis, Akhmîm, Coptos, Esna, Edfou et probablement dans chaque temple des millions d’années de la région thébaine, mais les archéologues n’ont pas encore découvert leur emplacement exact.
Les Maisons de Vie en relation avec les grands centres religieux semblent avoir plutôt offert la formation de l'élite destinée à des métiers intellectuels tels qu’astronomes, médecins, vétérinaires, diplomates, architectes, traducteurs ou encore théologiens. D’ailleurs, certaines Maisons de Vie développèrent des spécialités particulières dans des domaines qui en faisaient des pôles de référence à travers le pays. Les Maisons de Vie de la rive ouest de Thèbes semblent avoir plutôt eu vocation à répondre à des besoins bien précis consistant en une transmission du savoir nécessaire à la perpétuation de la vie économique, administrative, artistique et religieuse des temples de millions d’années.
Le champ de compétence des Maisons de Vie ne se limitait pas uniquement à un lieu d’instruction pour les écoliers et étudiants. Certains constituaient de véritables pôles de savoir et de transmission de ce savoir, disposant d’une bibliothèque et où certaines pièces étaient dédiées à la copie de papyrus en relation avec les sciences sacrées (théologie, hymnologie, magie, médecine, astronomie…).
À l'époque gréco-romaine, le terme « Maison de Vie » désigne plus largement une bibliothèque où étaient conservés les précieux papyrus.
Dans le jeu de Senet, la case 15 est la Maison de vie : c'est la case de retour lorsqu'un pion tombe sur la case 27 (Maison de l'Eau).